# Paramblesthidopsis
Paramblesthidopsis is een kevergeslacht uit de familie van de boktorren (Cerambycidae). De wetenschappelijke naam van het geslacht werd voor het eerst geldig gepubliceerd in 1981 door Breuning.

## Soorten
Paramblesthidopsis is monotypisch en omvat slechts de volgende soort:
- Paramblesthidopsis ochreosignata Breuning, 1981